# Голопристанський район
Голопри́станський райо́н — колишня адміністративно-територіальна одиниця у складі Херсонської області України. Площа становила— 3,400 тис. км². Населення — 45027 осіб. Районний центр — місто Гола Пристань.
19 липня 2020 року було ліквідовано внаслідок адміністративно-територіальної реформи.

## Географія
Голопристанський район розташовувався в степовій зоні. Територією району протікали 11 річок. Найбільші з них — Дніпро, Конка, Чайка, Солониха.
Територія району з півдня омивалася Чорним морем. З півночі Голопристанський район межував з Білозерським, зі сходу — з Олешківським та на південному сході з Скадовським районами Херсонської області; на заході — з Миколаївською областю.

### Земельні ресурси
| Територія, усього                         | 341 130                                         | га |
| у тому числі: сільськогосподарські угіддя | 125 668 (або 36,8 %) від площ с/г угідь області | га |
| із них: рілля                             | 99 148 (або 29,6 %)                             | га |
| Ліси й інші лісовкриті площі              | 46 292 (або 36,8 %)                             | га |
| Забудовані землі                          | 5 056 (або 4 %)                                 | га |
| Землі водного фонду                       | 53 938 (або 42,9 %)                             | га |
| Інші землі                                | 2 600                                           | га |

### Заповідники
В районі функціонує Чорноморський державний біосферний заповідник. Він був заснований у 1927 році з метою охорони птахів під час перельоту, зимівлі та гніздування, а також для збереження та вивчення ділянок причорноморських цілинних степів, які залишились лише на незначній площі півдня України. За ним закріплена площа 87 348 га. З грудня 1975 року заповідник внесено до Списку водно-болотних угідь, що мають міжнародне значення. З 1984 року його включено ЮНЕСКО до міжнародної мережі біосферних заповідників. Сьогодні він найбільший в Україні.
На землях району розташоване Буркутське відділення Національному природному парку «Олешківські піски»

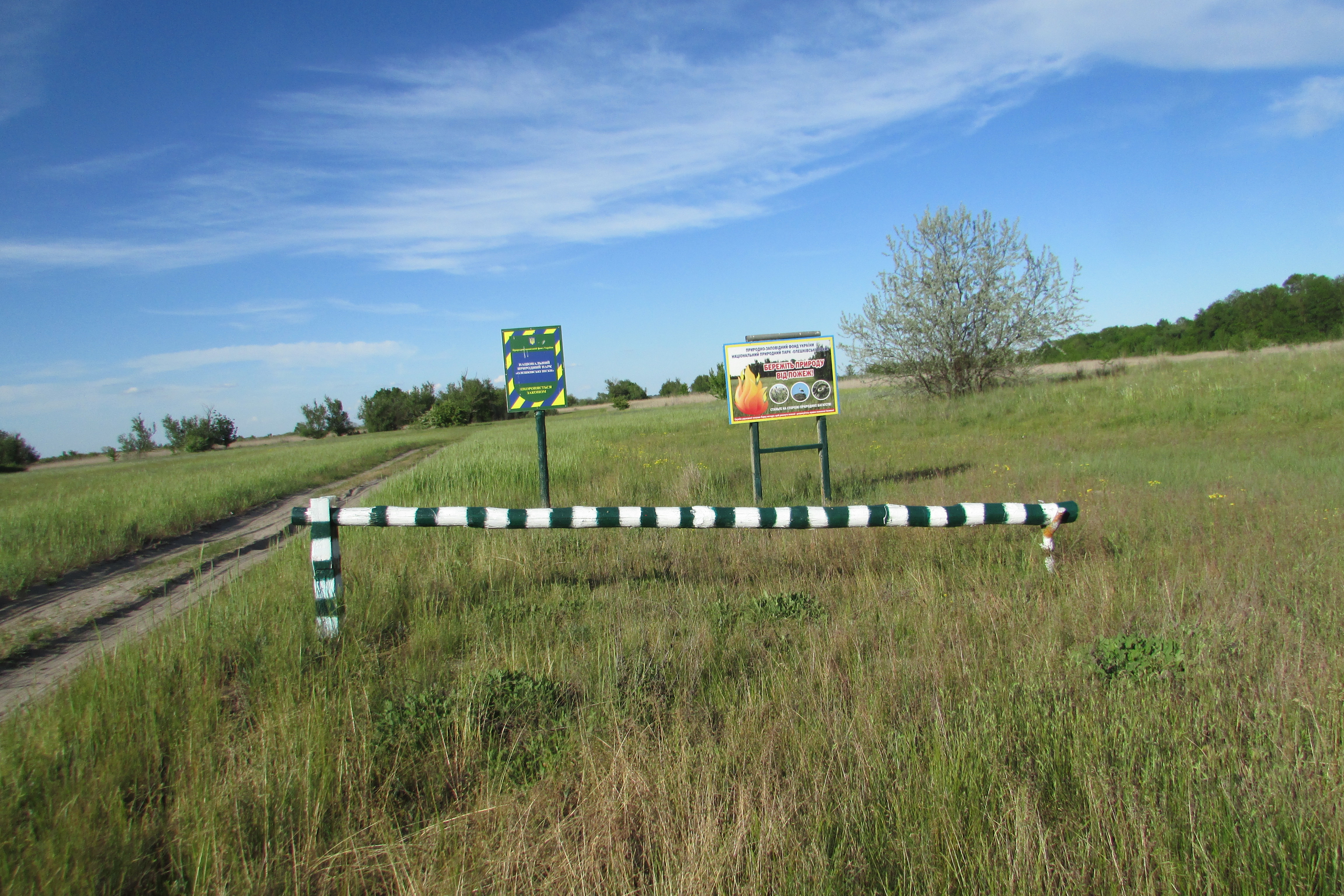
Шлагбаум на межі  природного парку
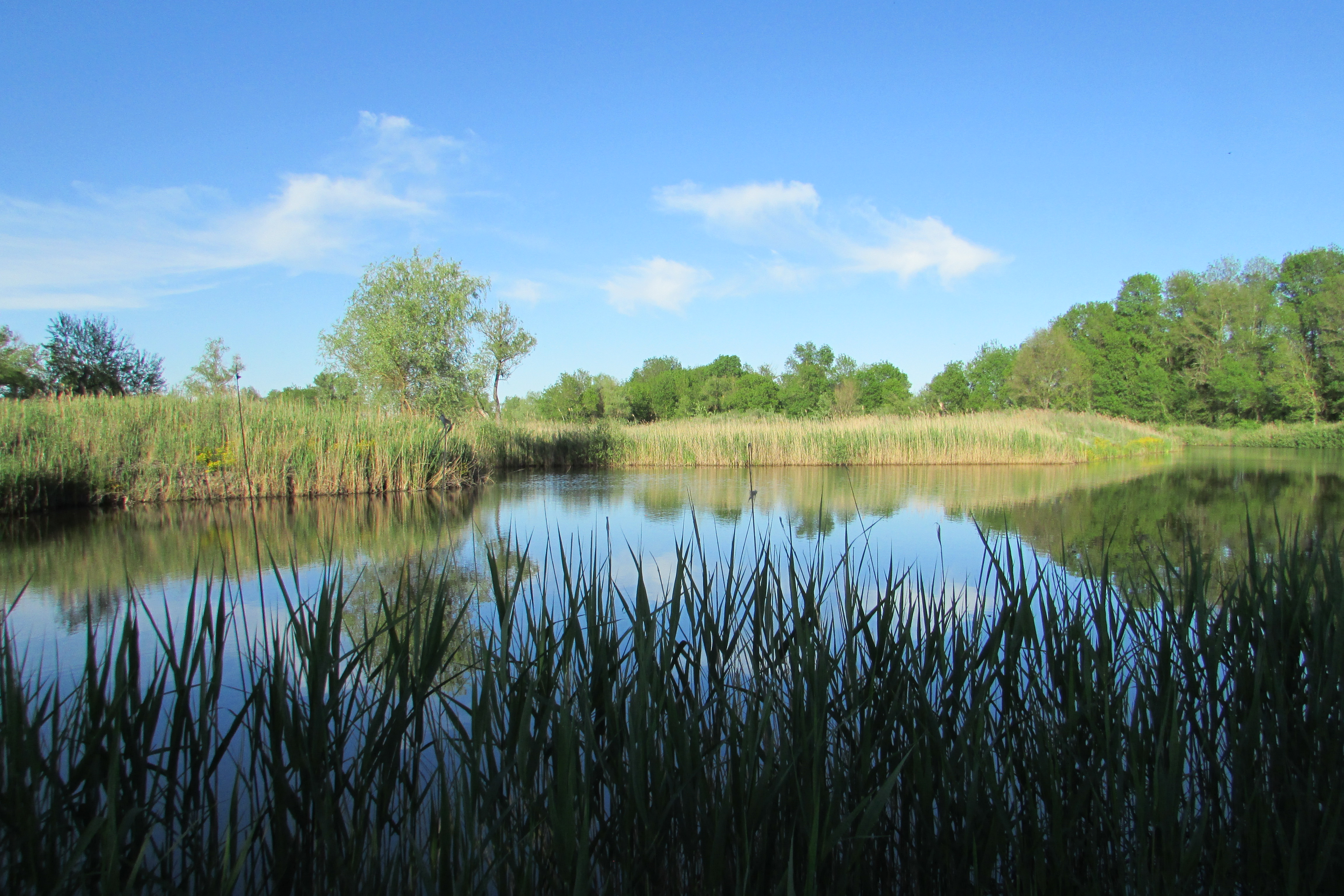
Зарості очерету додають мальовничості озеру Довгому поблизу Буркут
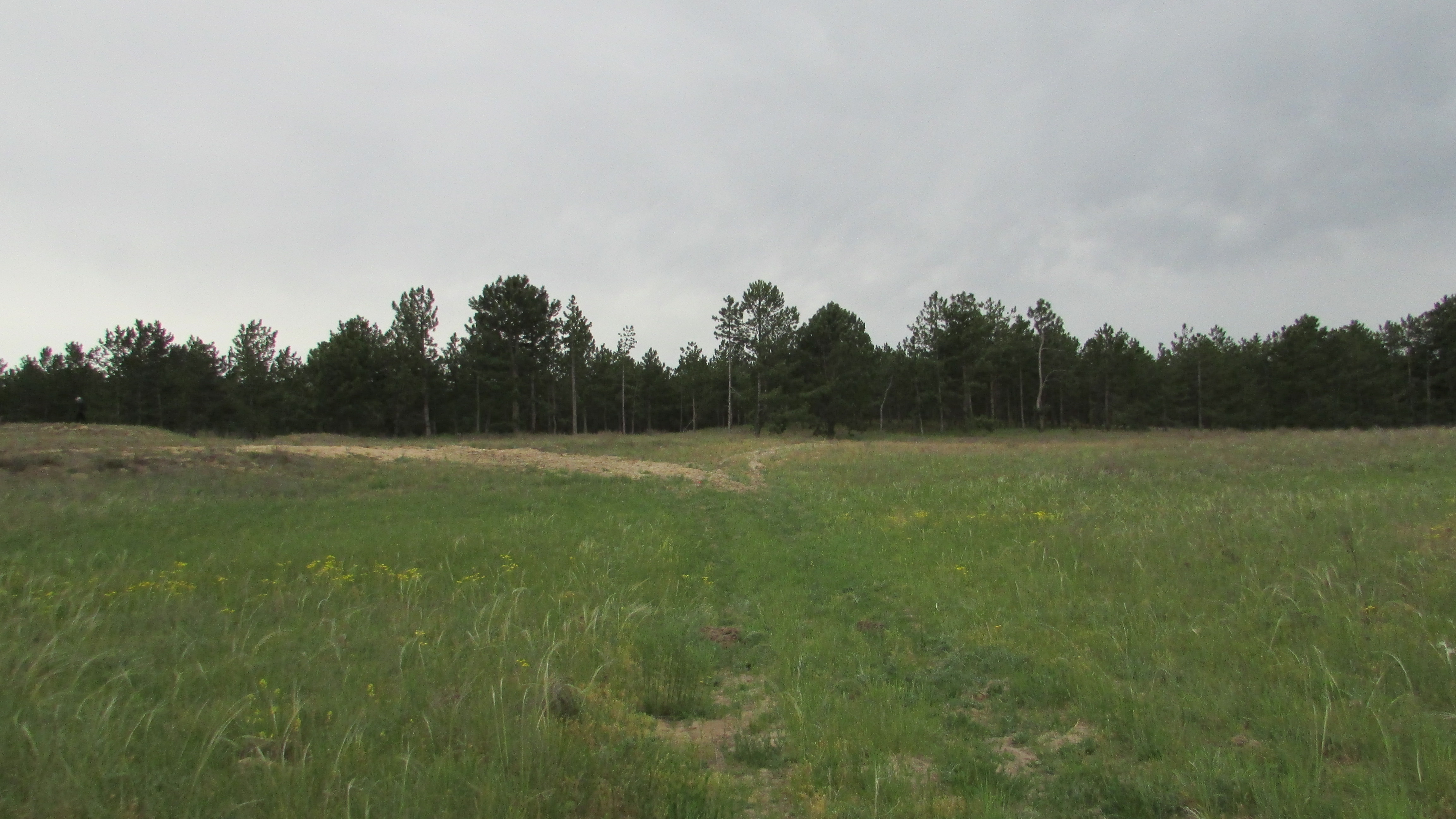
Сосновий ліс, на терені національного парку

## Населення
Розподіл населення за віком та статтю (2001)
| Стать | Всього | До 15 років | 15-24 | 25-44 | 45-64 | 65-85 | Понад 85 |
| --- | ------ | ----------- | ----- | ----- | ----- | ----- | -------- |
| Чоловіки | 31 015 | 6229        | 4622  | 9871  | 7577  | 2625  | 91       |
| Жінки | 33 604 | 5956        | 4102  | 8973  | 8713  | 5409  | 451      |
| \| Статево-вікова піраміда \| Статево-вікова піраміда \| Статево-вікова піраміда \| \| ----------------------- \| ----------------------- \| ----------------------- \| \| Чоловіки \| Вік \| Жінки \| \| 91 \| 85 + \| 451 \| \| 145 \| 80-84 \| 543 \| \| 456 \| 75-79 \| 1434 \| \| 998 \| 70-74 \| 1882 \| \| 1026 \| 65-69 \| 1550 \| \| 2013 \| 60-64 \| 2795 \| \| 1174 \| 55-59 \| 1374 \| \| 1977 \| 50-54 \| 2064 \| \| 2413 \| 45-49 \| 2480 \| \| 2677 \| 40-44 \| 2549 \| \| 2386 \| 35-39 \| 2235 \| \| 2401 \| 30-34 \| 2052 \| \| 2407 \| 25-29 \| 2137 \| \| 2419 \| 20-24 \| 2045 \| \| 2203 \| 15-20 \| 2057 \| \| 2449 \| 10-14 \| 2404 \| \| 2091 \| 5-9 \| 1973 \| \| 1689 \| 0-4 \| 1579 \| |        |             |       |       |       |       |          |
| Статево-вікова піраміда |        |             |       |       |       |       |          |
| Чоловіки | Вік    | Жінки       |       |       |       |       |          |
| 91 | 85 +   | 451         |       |       |       |       |          |
| 145 | 80-84  | 543         |       |       |       |       |          |
| 456 | 75-79  | 1434        |       |       |       |       |          |
| 998 | 70-74  | 1882        |       |       |       |       |          |
| 1026 | 65-69  | 1550        |       |       |       |       |          |
| 2013 | 60-64  | 2795        |       |       |       |       |          |
| 1174 | 55-59  | 1374        |       |       |       |       |          |
| 1977 | 50-54  | 2064        |       |       |       |       |          |
| 2413 | 45-49  | 2480        |       |       |       |       |          |
| 2677 | 40-44  | 2549        |       |       |       |       |          |
| 2386 | 35-39  | 2235        |       |       |       |       |          |
| 2401 | 30-34  | 2052        |       |       |       |       |          |
| 2407 | 25-29  | 2137        |       |       |       |       |          |
| 2419 | 20-24  | 2045        |       |       |       |       |          |
| 2203 | 15-20  | 2057        |       |       |       |       |          |
| 2449 | 10-14  | 2404        |       |       |       |       |          |
| 2091 | 5-9    | 1973        |       |       |       |       |          |
| 1689 | 0-4    | 1579        |       |       |       |       |          |

Національний склад населення за даними перепису 2001 року:
| Національність | Кількість осіб | Відсоток |
| -------------- | -------------- | -------- |
| українці       | 56553          | 87,52 %  |
| росіяни        | 5938           | 9,19 %   |
| вірмени        | 463            | 0,72 %   |
| білоруси       | 365            | 0,56 %   |
| молдовани      | 255            | 0,39 %   |
| інші           | 1046           | 1,62 %   |

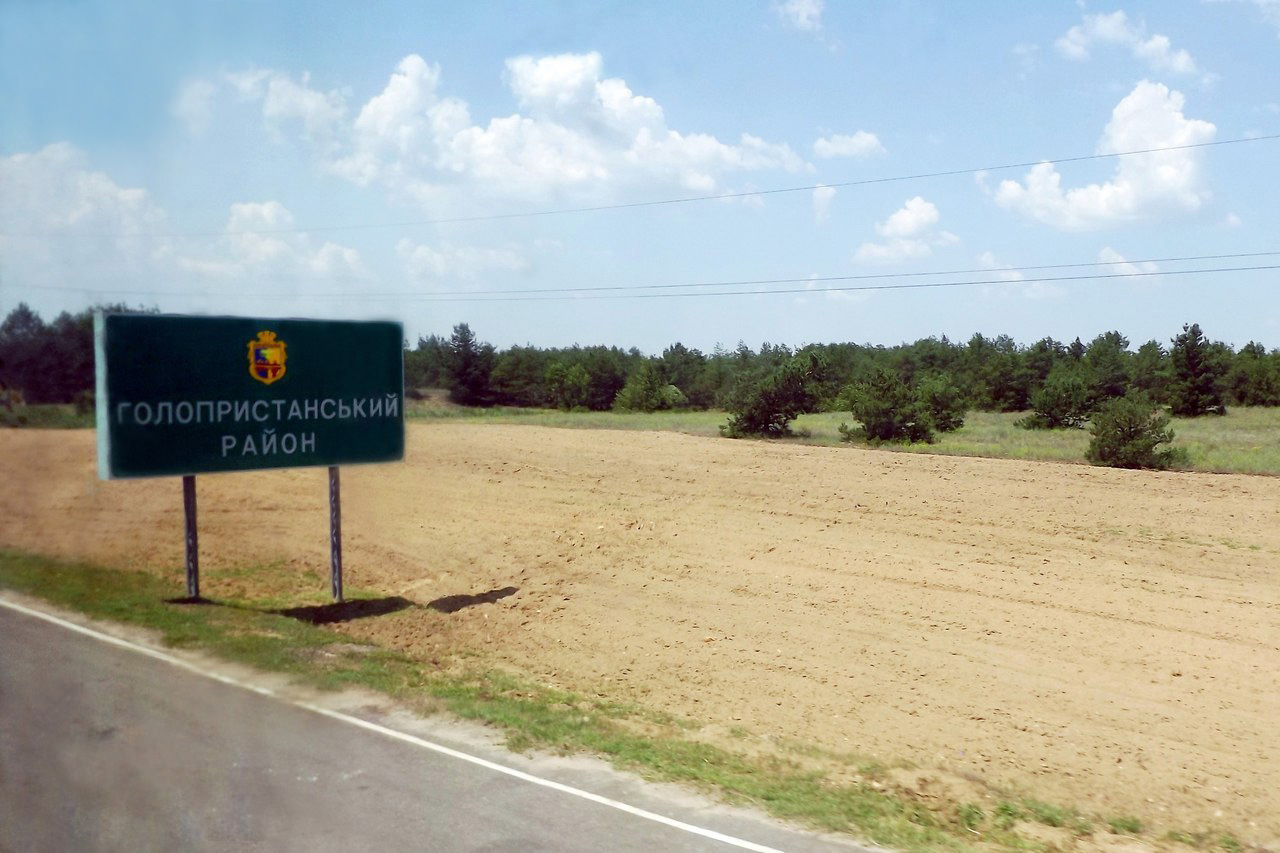
В'їзд до Голопристанського району з боку Олешків

Мовний склад населення за даними перепису 2001 року:
| Мова       | Кількість осіб | Відсоток |
| ---------- | -------------- | -------- |
| українська | 55937          | 86,56 %  |
| російська  | 7661           | 11,86 %  |
| вірменська | 373            | 0,58 %   |
| турецька   | 184            | 0,28 %   |
| молдовська | 118            | 0,18 %   |
| інші       | 347            | 0,54 %   |

## Культура
У районі функціонувало 37 бібліотек, 39 закладів клубного типу, 6 музеїв, 18 будинків культури, 21 сільський клуб, 35 клубів за інтересами, 3 дитячі музичні школи та одна дитяча мистецька школа.
На території району розташовувалися 74 пам'ятки історії та 497 пам'яток архітектури.

### Пам'ятки
- Аджигольський маяк — маяк поблизу села Рибальче, побудований в 1910 році за проектом інженера і вченого Володимира Шухова.

## ЗМІ
Виходить друком районна газета «Голопристанський вісник». Наклад — 2000 примірників.

## Політика
25 травня 2014 року відбулися Президентські вибори України. У межах Голопристанського району були створені 44 виборчі дільниці. Явка на виборах складала — 50,82 % (проголосували 17 315 із 34 070 виборців). Найбільшу кількість голосів отримав Петро Порошенко — 52,41 % (9 075 виборців); Юлія Тимошенко — 15,51 % (2 685 виборців), Сергій Тігіпко — 8,58 % (1 486 виборців), Олег Ляшко — 6,76 % (1 171 виборців), Анатолій Гриценко — 4,35 % (754 виборців). Решта кандидатів набрали меншу кількість голосів. Кількість недійсних або зіпсованих бюлетенів — 1,79 %.